# In München steht ein Hofbräuhaus (Film)
In München steht ein Hofbräuhaus ist eine deutsche Filmkomödie von Siegfried Breuer aus dem Jahr 1951.

## Handlung

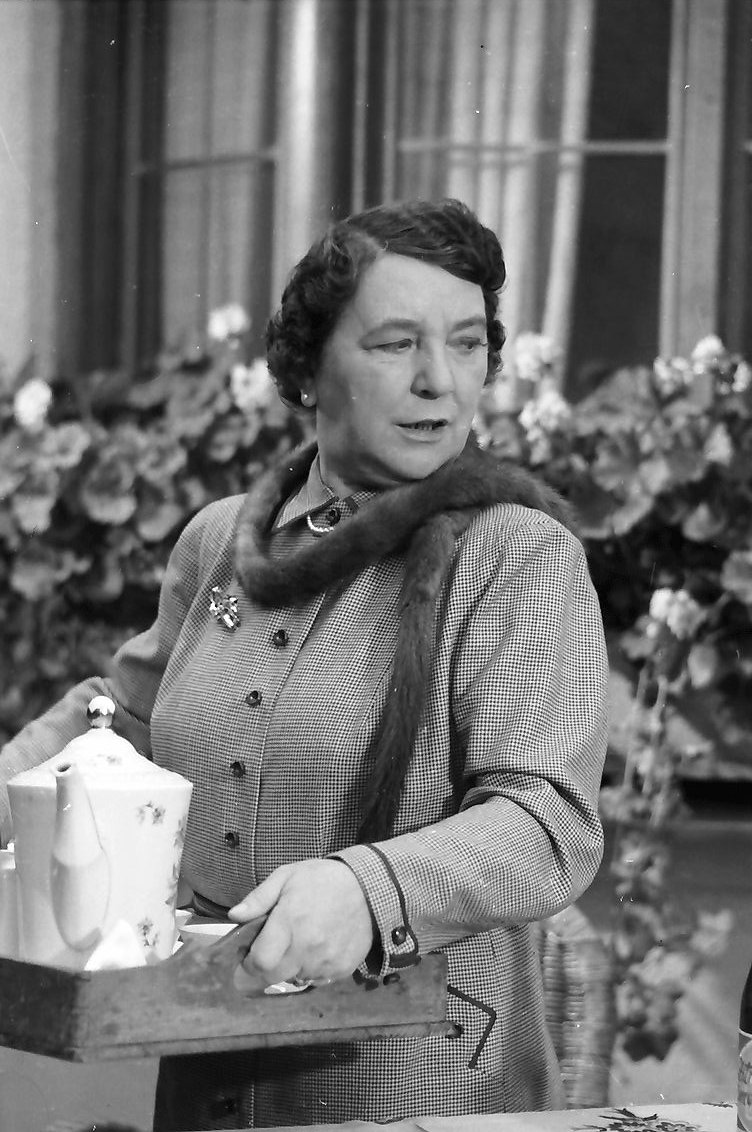
Liesl Karlstadt als Therese Wurzinger bei den Dreharbeiten zum Film

Berlin kurz nach Ende des Zweiten Weltkriegs: Otto Kackelmann ist mit seiner Frau als Cola-Fabrikant aktiv. Er vermarktet sein Produkt Ko-Ka-Ki so gut es geht. Tochter Lotte, genannt Häsecken, studiert Schauspiel. Sie kommt eines Tages begeistert nach Hause, hat sie doch bei einem Gewinnspiel der Zeitschrift Quick gewonnen. Sie darf nun mit einer weiteren Person zum Oktoberfest nach München fahren. Ihre Mutter Hermine legt sich sofort als Reisebegleitung fest, zumal die Familie in München auch noch Erbstreitigkeiten zu regeln hat. Ottos Onkel vergab seine Erbschaft einst an Otto und seinen Vetter Gustl Wurzinger, der inzwischen Pächter des Hofbräuhauses ist. Einzige Bedingung war, dass sich die beiden verstrittenen Männer versöhnen und das Geld in ein gemeinsames Projekt investieren. Da beide jedoch dickköpfig sind – Gustl kann Otto nicht verzeihen, dass der ihm einst Hermine ausgespannt hat –, droht die Erbschaft nun zu verfallen. Otto wiederum fährt ebenfalls nach München, will er mit einem eigenen Stand auf dem Oktoberfest doch für Ko-Ka-Ki werben.
In München macht Otto Bekanntschaft mit Varieté-Mitarbeiter Hermann Busch, der eifrig hilft, Ko-Ka-Ki zu bewerben. Hermann kümmert sich zudem um Lotte, die er gerne groß rausbringen würde, auch wenn ihm dafür Mittel und Beziehungen fehlen. Zufällig lernt Lotte Gustl und dessen Sohn Peter kennen und stellt sich beiden kurzerhand als „Lotte Schmidt“ vor. Sie gibt vor, für Otto zu arbeiten und versucht ihn erfolglos mit Gustl zu versöhnen. Otto trifft im Hofbräuhaus unterdessen auf Gustls Frau Therese und unterhält sie den Abend über mit erfundenen Geschichten seiner ebenso erfundenen Zeit in Afrika. Nachdem sich ein Treffen von Gustl und Otto beim Notar als Desaster erwies, nimmt Hermine Kontakt mit Gustl auf und verabredet sich mit ihm in einem entfernt gelegenen Ferienhaus der Wurzingers. Hier hofft Gustl auf ein Rendezvous mit seiner Jugendliebe. Hermine hat jedoch gleichzeitig in einem Brief an Therese angedeutet, dass deren Ehe in Gefahr sein könnte. Hermine und Gustl treffen in Gustls Ferienhäuschen aufeinander und Gustl versucht sofort, Hermine zu verführen. Die gesteht ihm, eigentlich nur an einer Versöhnung von Otto und Gustl interessiert zu sein, die Gustl rigoros ablehnt. Als Therese am Haus erscheint, weigert sich Hermine, zu gehen. In seiner Not willigt Gustl in eine Versöhnung mit Otto ein und Hermine flieht schließlich durch ein Seitenfenster. Sie läuft zurück nach München und wird unterwegs von Gustl und Therese aufgelesen. Zusammen fahren sie nach München zurück und die beiden Frauen verstehen sich sehr gut. Vor dem Hofbräuhaus treffen die drei auf Peter und Lotte, deren Inkognito inzwischen gelüftet wurde. Auch Otto erscheint kurz darauf und Therese erkennt nun, wer der Afrikaforscher in Wirklichkeit ist. Über das Kennenlernen ist der Groll zwischen beiden Familien verschwunden, zumal Gustl sich an seine Abmachung mit Hermine hält. Der Notar eröffnet beiden Familien schließlich, dass angesichts der unwahrscheinlichen Versöhnung beider Parteien die Erbmasse bereits für den Bau eines Waisenhauses eingeplant wurde, und die Wurzingers und Kackelmanns stimmen diesem Entschluss zu. Lotte und Peter werden ein Paar und Otto schenkt seine Firma dem umtriebigen Hermann Busch, der sich in den letzten Tagen sehr für Ko-Ka-Ki engagiert hat.

## Produktion

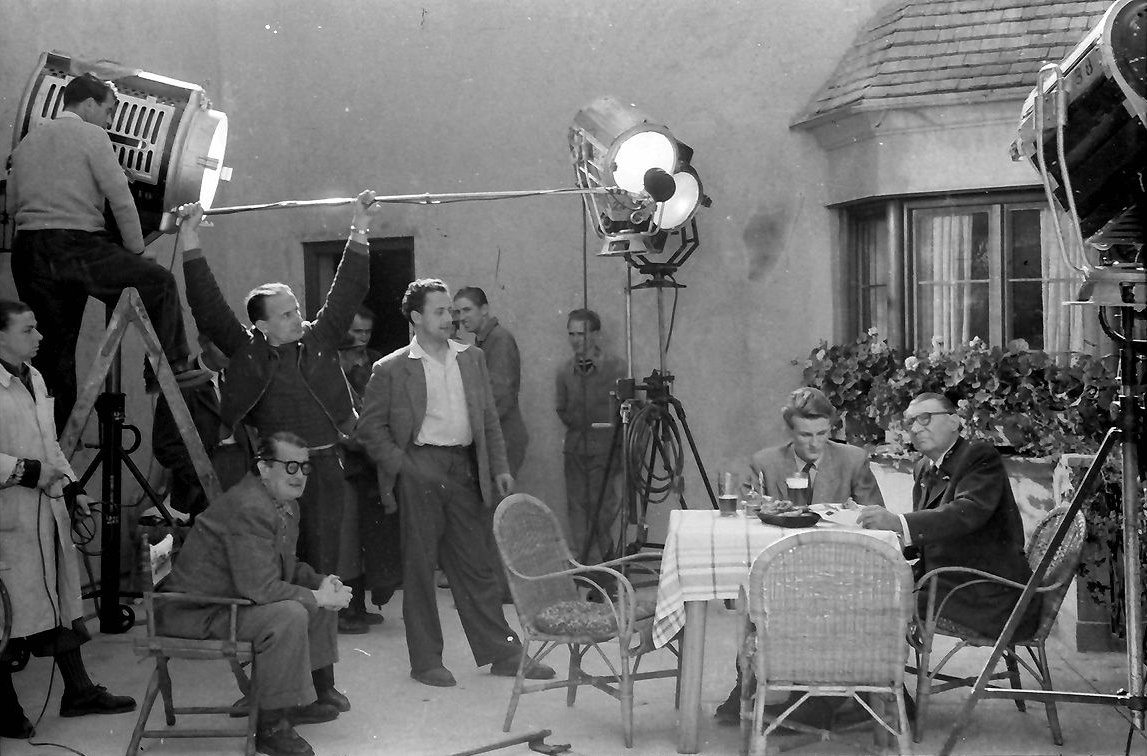
Der Regisseur Siegfried Breuer (links, sitzend) sowie die Schauspieler Rudolf Melichar und Carl Wery (rechts am Tisch sitzend) bei den Dreharbeiten zum Film

In München steht ein Hofbräuhaus wurde in Berlin sowie in den Bavaria-Ateliers in München gedreht. Die Kostüme schuf Charlotte Flemming, das Szenenbild stammt von Hans Ledersteger. Der Film erlebte am 21. Dezember 1951 im Rathaus München seine Filmpremiere und lief am 24. Januar 1952 in den deutschen Kinos an. Im Jahr 2011 erschien der Film auf DVD.

## Kritik
„Die Paare Fita Benkhoff-Paul Kemp und Liesl Karlstadt-Carl Wery bieten älteste Kalauer und unerschütterlichen Klamottenschwung auf, um die penetrante Reklame für München, sein Oktoberfest, sein Hofbräuhaus und seine ‚führende Illustrierte‘ zu überspielen“, schrieb Der Spiegel anlässlich der Filmpremiere.
Das Lexikon des internationalen Films meinte, dass der Film „trotz ansehnlicher Komiker eine seichte bajuwarische Gaudi mit abgenützten Kalauern und penetranter Touristenwerbung“ sei.
„Zwei Familien führen einen öden Erbschaftskrieg“, fasste Cinema zusammen.